# عزلة الشرقي (إب)

تعديل مصدري - تعديل

عزلة الشرقي هي إحدى عزل مديرية حزم العدين في محافظة إب اليمنية ويبلغ تعداد سكانها 2192 نسمة حسب التعداد السكاني في اليمن لعام 2004.